# Римська матрона

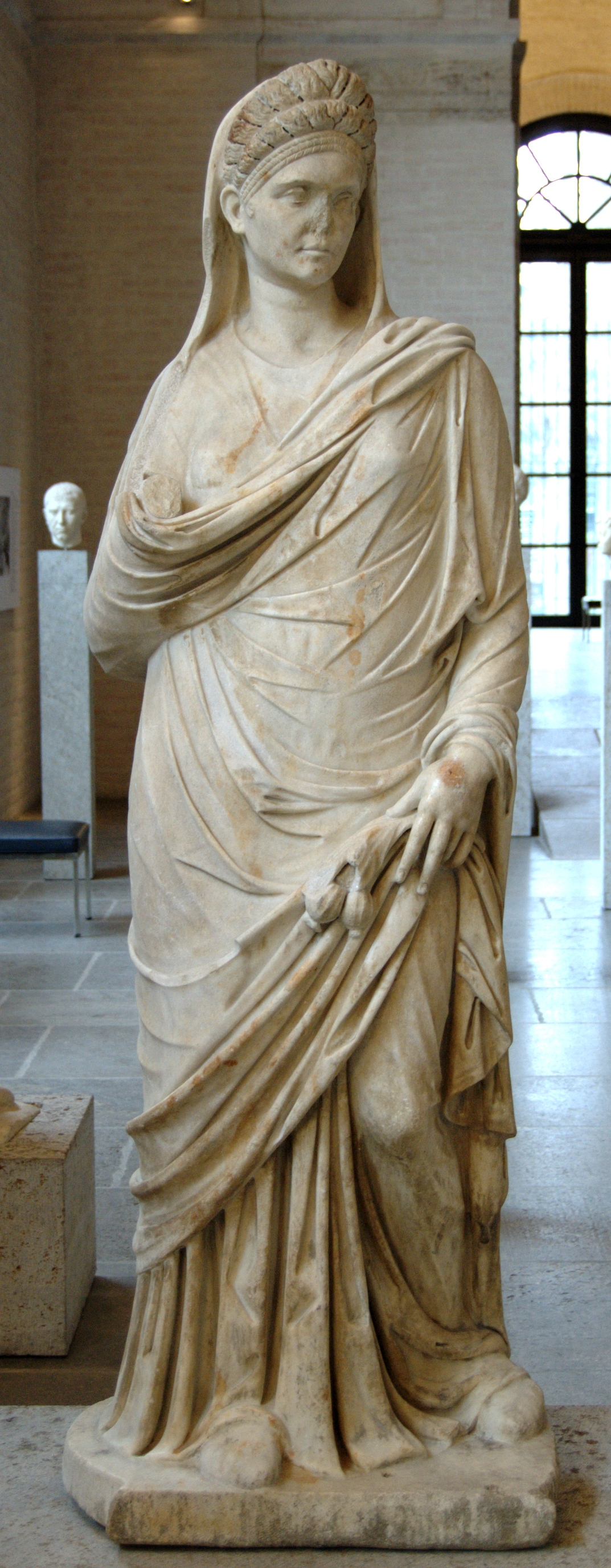
Статуя матрони (100—110 р.н. е., Гліптотека, Мюнхен)

Ри́мська матро́на (лат. matrona) — у Стародавньому Римі шаноблива назва вільної з народження одруженої жінки, яка користується доброю репутацією та належить до вершків тодішнього суспільства. Слово виникло від латинського mater — мати. Матрона (mater familias) жінка, яка мала найвищий статус, знаходилась під протекцією чоловіка — патріарха родини (pater familias), опікувалася дітьми, хатніми мешканцями та домашнім господарством. Зазвичай матрона не могла займатися політичною або державною діяльністю.
Римські матрони, які увійшли в історію:
- Аврелія Котта
- Антонія Молодша
- Агрипіна Старша
- Фульвія Бамбула
- Доміція Луцілла Молодша

Пізніше в слов'янських мовах слово матрона стало використовуватися в значенні поважна матінка, мати родини. Від терміна «матрона» виникло християнське жіноче ім'я Матрона.